# Irodai alkalmazáscsomag

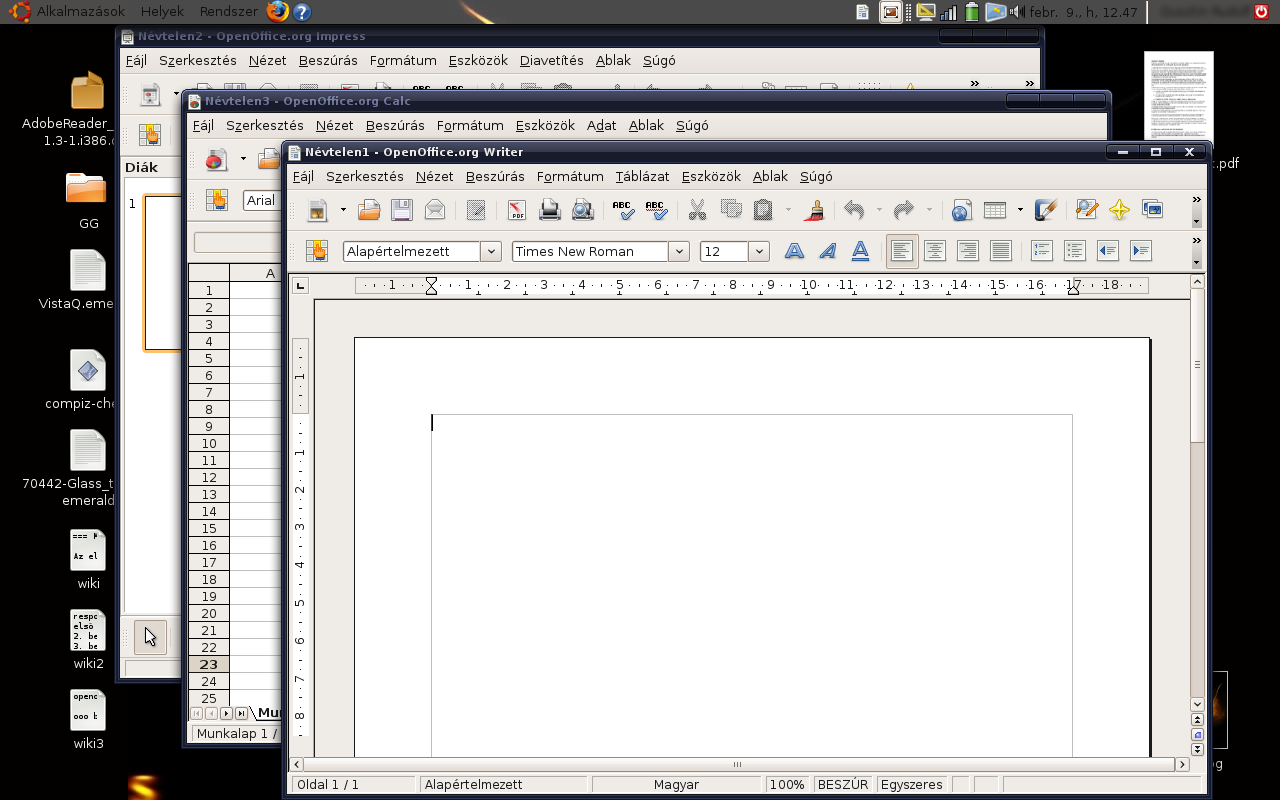
OpenOffice.org Writer, Calc és Impress

Az irodai alkalmazás- vagy programcsomagok olyan számítógépes programok vagy programkészletek, melyek egy átlagosnak képzelt hivatalban, munkahelyen az irodai jellegű teendők (dokumentumszerkesztés, nyilvántartások kezelése, prezentációkészítés stb.) számítógépes (szoftveres) megvalósítását teszik lehetővé.
A legtöbb ilyen csomag egyben programrendszer, vagyis nem csupán különálló programok közösen megvehető, esetleg egyszerre telepíthető halmaza, hanem a programok egymással összefüggenek: egymásból hívhatóak, képesek egymás fájlformátumainak bizonyos fokú kezelésére, esetleg bizonyos szolgáltatásaik a csomag részeként mint közös szolgáltatás valósul meg (például közös súgórendszer, valamint egységes felhasználói felület a komponensek között).
Az irodai alkalmazáscsomagok (legalábbis a modernek) mindenképp kell, hogy tartalmazzanak:
- egy sokfunkciós, kifinomult dokumentumszerkesztőt;
- és egy táblázatkezelő programot.

Ezenkívül általában tartalmaznak:
- bemutatókészítő alkalmazást;
- személyes nyilvántartó programot (PIM): (naptárprogram, névjegyalbum, telefonkönyv stb., általában egy programban integrálva);
- adatbázis-kezelő programot;
- webhely- és/vagy weblapszerkesztő programot (gyakran a bemutatókészítő programmal integrálva, azzal egyben);
- személyes levelező- és üzenetkezelő programot (gyakran a személyes adatnyilvántartó programmal integrálva, azzal egyben);
- keretprogramot, ami a csomag összes alkalmazásának egyes funkcióit integráltan kezelni képes („irodai asztal” jellegű program)
- közös súgórendszert vagy segítőprogramot (Súgó, Segéd; esetleg a keretprogram részeként);
- egyszerűbb rajzoló-szerkesztőprogramokat diagramok, blokkdiagramok, dokumentumhátterek előállításához.

## Legfőbb csomagok
- GNOME Office (a GNOME része)
- Google Dokumentumok
- (Apple) iWork
- KOffice (a KDE része)
- LibreOffice
- Lotus SmartSuite
- Microsoft Office
- Microsoft Works
- OpenOffice.org
- SSuite Office
- WordPerfect Office
  - StarOffice

## Több platformos irodai alkalmazáscsomagok

### Jogvédett csomagok
- SoftMaker Office 2008 – szövegszerkesztőt, táblázatkezelőt és egy bemutatókészítőt tartalmaz. A német SoftMaker Software GmbH cég tulajdona. Microsoft Windowsra és Linuxra egyaránt elérhető.
- StarOffice – egy irodai alkalmazáscsomag a Sun Microsystems-től. Eredetileg a német Star Division cég tulajdona volt, melyet később a Sun megvásárolt. A korai verziók közös kódokat tartalmaztak az OpenOffice.org projekttel, melyet a Sun alapított, és azóta is támogatja, de ez két külön fejlesztés. Elérhető Windows, Linux, Mac OS X és Solaris rendszerekre.
- Kingsoft Office (a kínai verzió neveWPS Office) – egy kínai irodai alkalmazáscsomag. Angol és japán verziók szintén elérhetőek. Elérhető Windowsra, valamint bizonyos részei Linuxra.

### Freeware csomagok
- IBM Lotus Symphony – az OpenOffice.org régi verzióján alapul. Dokumentumkészítőt, táblázatkezelőt és bemutatókészítőt egyaránt tartalmaz. Elérhető Windows, Linux és Mac OS X rendszerekre.

### Nyílt forráskódú csomagok
- LibreOffice – 2010. szeptember 28-án az OpenOffice.org projekt több tagja megalapította a The Document Foundation szervezetet, és létrehozta az OpenOffice.org 3.3 béta változatának egy származtatott változatát. Az új programcsomag létrejöttéhez jelentősen hozzájárul a profit orientált Oracle (mely a Sun céget felvásárolta) által keltett bizonytalanság, amelyben tartani lehetett attól, hogy a vállalat megszünteti az OpenOffice.org projektet, úgy ahogy ezt megtette az OpenSolaris-szal. Az alapítók remélték, hogy a LibreOffice név csak átmeneti lesz, mivel felkérték az Oracle-t is, hogy csatlakozzon a szervezethez és adja át nekik az OpenOffice.org márkanevet. Ezt az Oracle visszautasította és arra kérte az átállt fejlesztőket, hogy mondjanak le az OpenOffice.org irányítótestületében betöltött pozíciójukról, így a projekt végleges neve a LibreOffice lett. 2010. október végére, 33 OpenOffice.org fejlesztő mondott le, és állt át a The Document Foundation szervezethez. A LibreOffice az OpenDocument szabványt alkalmazza. Ez az első olyan fájlformátum-szabvány, amit az irodai programcsomagok számára készített egy független, elismert szabványosító szervezet. A szabvány szabadon, jogdíjak nélkül felhasználható, ezzel életképes alternatívája a piaci versenyt gátló zárt vagy jogdíj ellenében felhasználható formátumoknak.
- OpenOffice.org – egy nyílt forráskódú projekt, melyen a Sun-féle StarOffice is alapul. A alapul szolgáló kódot a Sun Microsystems készítette a Star Office-t alapul véve, mely akkor még egy német cég tulajdonában volt (később megvette a Sun). Tartalmazza a Writer (szövegszerkesztő), Impress (prezentációkészítő), Math (képletszerkesztő), Draw (vektorgrafikus képszerkesztő), Calc (táblázatkezelő), és Base (adatbáziskezelő) komponenseket. Elérhető Windows, Linux, Mac OS X és Solaris rendszerekre.
- OpenOffice.org Novell Edition – tartalmazza az Office Open XML konverter bővítményt. Az OpenOffice.org-ra alapul. Ugyanúgy tartalmazza a Writer, Impress, Math, Draw, Calc, és Base komponenseket.[1]

## Irodai alkalmazáscsomagok Microsoft Windowsra

### Jogvédett csomagok
- Ability Office
- Celframe Office – támogatja a Microsoft Office és más népszerű fájlformátumokat, grafikus felülete hasonlít a Microsoft Office 2003-ra.
- EasyOffice
- Evermore Integrated Office – egy kínai / angol / japán / francia nyelvű alkalmazáscsomag. Elérhető Windowsra és Linuxra.
- Framework – régi rendszer, de még támogatja a Windowst, jelenlegi tulajdonosa a Selection & Functions Inc.
- Gobe Productive – Eredetileg BeOS-ra írták. A ClarisWorks fejlesztői készítették. Egy pehelysúlyú Works-szerű alkalmazáscsomag, a nagylelkű "Hassle-Free" licencel.
- JUST Suite 2008 – teljesen japán nyelvű csomag a JustSystems-től. Japánban a Microsoft Office legnagyobb riválisa. Csupán Windowsra érhető el.
- Kingsoft Office (a kínai verzió neve WPS Office) – egy kínai irodai alkalmazáscsomag. Angol és japán nyelvű verzió szintén elérhető.
- IBM Lotus SmartSuite – Csupán Windows 2000 és XP rendszerre.
- Microsoft Office
- Microsoft Works
- SSuite Office
- SoftMaker Office 2008
- StarOffice
- WordPerfect Office

### Freeware csomagok
- IBM Lotus Symphony – Freeware dokumentumkészítőt, táblázatkezelőt és bemutatókészítőt tartalmazó csomag.
- SSuite Office
- SoftMaker Office 2006
- WPS Office – Az angol és a kínai verzió ingyenesen elérhető, amennyiben nem kereskedelmi célra használják.

### Nyílt forrású csomagok
- LibreOffice
- GNOME Office
- KOffice – linuxos program, Windows alatt bizonyos részei béta változatban elérhetőek (fejlesztés alatt áll).
- OpenOffice.org
- OpenOffice.org Novell Edition[1]

## Irodai alkalmazáscsomagokMac OS X-re

### Jogvédett csomagok
- iWork – az Apple Inc.csomagja, melyet csakis Mac alá adott ki. A következőket tartalmazza: Pages nevű szövegszerkesztő, Numbers táblázatkezelő, és a Keynote nevű bemutatókészítő. Az iWork helyettesíti az AppleWorks-öt, melynek fejlesztése leállt.
- MarinerPak – a MarinerPak a következőket tartalmazza: Mariner Write, nagy tudású szövegszerkesztő, valamint a Mariner Calc, nagy tudású táblázatkezelő.
- Microsoft Office for Mac – a Microsoft csomagja Mac operációs rendszerekre. Támogatja mind a PowerPC és Intel-alapú Mac-eket. PowerPC-ken és Intel-alapú Mac-eken a Rosetta segítségévél működik.[2]
- Microsoft Works – 4.0 verzió a legutóbbi változat.
- StarOffice – A Sun által támogatott OpenOffice.org verzió, melynek 9.0 verziója támogatja az Intel-alapú Mac OS X rendszert.

### Freeware csomagok
- IBM Lotus Symphony – freeware dokumentumkészítőt, táblázatkezelőt és bemutatókészítőt tartalmazó csomag. Jelenleg béta verzióban leledzik.

### Nyílt forrású csomagok
- LibreOffice
- KOffice
- NeoOffice – a NeoOffice egy Mac-re szánt OpenOffice változat, mely próbál natív megjelenést alkalmazni, mint például a Quartz és Aqua felület, ezáltal is Mac-szerű kinézetet kölcsönözve.
- OpenOffice.org – a 3.0 verziótól támogatja az Aqua felületet.

## Irodai alkalmazáscsomagokUnix/Unix-szerű operációs rendszerekre

### Jogvédett csomagok
- EIOffice (Evermore Integrated Office) – egy kínai / angol / japán / francia nyelvű csomag. Elérhető Windows és Linux rendszerekre egyaránt.
- SoftMaker Office 2008

### Freeware csomagok
- IBM Lotus Symphony – freeware dokumentumkészítőt, táblázatkezelőt és bemutatókészítőt tartalmazó csomag.

### Nyílt forrású csomagok
- 602Office – az Openoffice.org cseh és szlovák kereskedelmi változata. Tartalmazza a 602SQL adatbázis programot.
- Andrew – egy Carnegie Mellon Egyetem által fejlesztett csomag, melyet Andrew Carnegie-ről neveztek el.
- GNOME Office – tartalmazza az AbiWord, Gnumeric és GNOME-DB adatbázis-kezelő komponenseket. Része a GNOME asztali környezetnek.
- Jambo OpenOffice – az OpenOffice.org. szuahéli nyelvű verziója
- KOffice – egy ingyenes csomag, a KDE környezet része.
- MagyarOffice és EuroOffice – Egy magyar nyelvű és európai nyelveket magában foglaló kereskedelmi csomag, mely az OpenOffice.org-ra épül.
- Siag Office – ingyenes csomag Unix rendszerekre. Tartalmaz szövegszerkesztőt, táblázatkezelőt, és egy animációkészítőt.

## Online irodai alkalmazáscsomagok
- Microsoft Office 365 – A Microsoft Office asztali alkalmazásai mellé még sok szerveres és online szolgáltatást biztosít.
- Google Docs – egy AJAX-alapú online irodai alkalmazáscsomag a Google, Inc-től. Tartalmaz szövegszerkesztőt, táblázatkezelőt, valamint egy bemutatószerkesztőt.
- OpenGoo – egy nyílt forrású, nagy tudású online csomag. Az alkalmazás letölthető, valamint telepíthető szerverre.
- ShareOffice – web-alapú csomag a ShareMethods-tól.
- Simdesk – egy online csomag a Simdesk Technologies, Inc-től. A csomag részben kompatibilis a Microsoft Office formátumokkal (Word, Excel, and Powerpoint). Egy havi feliratkozás ellenében (ára $3.50 – $20 havonta) bármennyi gépre feltelepíthető.
- ThinkFree Office – Java nyelven írott csomag a ThinkFree, Inc-től. Szövegszerkesztőt (Write), táblázatkezelőt (Calc), és egy bemutatókészítőt (Show) tartalmaz. Windows, Linux és Mac OS X rendszerekre.
- Zoho Office Suite – egy ingyenes online csomag az AdventNet, Inc-től. Tartalmaz szövegszerkesztőt, táblázatkezelőt, valamint egy bemutatókészítőt, és lehetőség van csoportos munkára.

## Általános és technikai összehasonlítás
Az alábbi táblázat csupán a legnépszerűbb és legelterjedtebb csomagokat mutatja be.

### Általános
|                              | Fejlesztő                   | Első megjelenés                  | Elődje                                            | Legutóbbi stabil változat                                                 | Operációs rendszer                                 | Office Open XML támogatása                                                                                         | OpenDocument támogatása                                                                | Licenc      | Online capability                    |
| ---------------------------- | --------------------------- | -------------------------------- | ------------------------------------------------- | ------------------------------------------------------------------------- | -------------------------------------------------- | --- | -------------------------------------------------------------------------------------- | ----------- | ------------------------------------ |
| Ability Office               | Ability Plus Software       | 1985                             | –                                                 | 5.00                                                                      | Windows                                            | Nem | Ability Office 6 már támogatja                                                         | Jogvédett   | ?                                    |
| AppleWorks                   | Apple                       | 1991                             | ClarisWorks                                       | 6.2.9                                                                     | Mac OS, Mac OS X és Windows                        | Nem | Nem                                                                                    | Jogvédett   | ?                                    |
| Celframe Office              | Celframe                    | 2006 (Windows)                   | Celframe Office 2006 Celframe Office Vista – 2007 | Celframe Office 2008                                                      | Windows                                            | Igen | Igen                                                                                   | Jogvédett   | Celframe Office Online - 2009        |
| WordPerfect Office           | Corel                       | 1991                             | WordPerfect (1982)                                | X4                                                                        | Windows                                            | (csak importálni tud - docx, xlsx, pptx)                                                                           | (csak importálni tud - odt)                                                            | Jogvédett   | ?                                    |
| GNOME Office                 | GNOME Foundation AbiSource  | ?                                | –                                                 | 2.4.5/1.6.3/1.9 & 0.62                                                    | platformfüggetlen                                  | (a Gnumeric-nek csak limitált SpreadsheetML támogatása van)                                                        | (a Gnumeric-nek csak limitált ODF támogatása van)                                      | GPL         | ?                                    |
| GobeProductive               | Gobe Software               | 1998                             | –                                                 | 3.04 / 2.01                                                               | Windows és BeOS                                    | Nem | Nem                                                                                    | Jogvédett   | ?                                    |
| Google Apps Google Docs      | Google                      | 2006                             | –                                                 | beta                                                                      | platformfüggetlen                                  | Nem | Igen                                                                                   | Jogvédett   | Teljesen online                      |
| iWork                        | Apple                       | 2005                             | AppleWorks                                        | '09                                                                       | Mac OS X                                           | (Csupán az olvasás támogatott, de módosított dokumentum iWork, Office (nem-xml) és általános formátumban menthető) | Nem                                                                                    | Jogvédett   | iWork.com                            |
| Kingsoft Office (WPS Office) | Kingsoft                    | 1988                             | WPS (word processor)                              | 2009                                                                      | Windows és Linux                                   | Nem | Nem                                                                                    | Jogvédett   | ?                                    |
| KOffice                      | KDE Project                 | 1998                             | –                                                 | 1.6.3                                                                     | BSD, Linux, Solaris (Mac OS X és Windows in KDE 4) | Nem | Igen                                                                                   | LGPL és GPL | ?                                    |
| Lotus SmartSuite             | IBM                         | 1992                             | –                                                 | 9.8                                                                       | Windows és OS/2                                    | Nem | Nem                                                                                    | Jogvédett   | ?                                    |
| Lotus Symphony               | IBM                         | 2007                             | OpenOffice.org                                    | Lotus Symphony 1.3                                                        | Windows, Linux és Mac OS X                         | (csak megnyitás)                                                                                                   | Igen                                                                                   | Jogvédett   | ?                                    |
| MarinerPak                   | Mariner Software            | 1996                             | –                                                 | 10.0                                                                      | Mac OS és Mac OS X                                 | Nem | Nem                                                                                    | Jogvédett   | ?                                    |
| Microsoft Office             | Microsoft                   | 1990 (Macintosh), 1992 (Windows) | Microsoft Word Microsoft Excel PowerPoint         | 2007 (12.0) (Windows), 2008 (12.1.5) (Macintosh)                          | Windows és Macintosh                               | (Office 2007 csak a ECMA-376 1. verziót támogatja.)                                                                | (Számos ingyenes kiegészítővel, Microsoft Office 2007 SP2-ben már natív támogatás van) | Jogvédett   | Microsoft Office Live                |
| Microsoft Works              | Microsoft                   | 1986                             | –                                                 | (9.0) (Windows), (4.0) (Macintosh)                                        | Windows és Macintosh                               | Igen | Nem                                                                                    | Jogvédett   | ?                                    |
| NeoOffice                    | Planamesa Software          | 2005-06-02                       | OpenOffice.org 1.1 for Mac OS X                   | 2.2.5                                                                     | Mac OS X                                           | (2.1 verziótól már támogatja)                                                                                      | Igen                                                                                   | GPL         | ?                                    |
| OpenGoo                      | ?                           | ?                                | –                                                 | 1.1                                                                       | platformfüggetlen                                  | Nem | Nem                                                                                    | AGPL        | Fully online                         |
| OpenOffice.org               | OpenOffice.org Organization | October 2001                     | StarOffice                                        | 3.0.1 (mindegyik verzióhoz szükséges a Java futtatókörnyezet)             | platformfüggetlen                                  | Igen | Igen                                                                                   | LGPL        | igen – számos ingyenes kiegészítővel |
| ShareOffice                  | ShareMethods                | May 2007                         | –                                                 |                                                                           | platformfüggetlen                                  | Nem | Igen                                                                                   | Jogvédett   | Teljesen online                      |
| SoftMaker Office             | SoftMaker                   | 1989                             | –                                                 | 2008 (Windows, Linux, Pocket PC, Windows CE), 2006 (FreeBSD, Handheld PC) | Linux, PocketPC, FreeBSD, és Windows               | Nem | TextMaker                                                                              | Jogvédett   | ?                                    |
| StarOffice                   | Sun Microsystems            | 1995                             | StarWriter                                        | 9.0                                                                       | platformfüggetlen                                  | (csak importálni tud)                                                                                              | Igen                                                                                   | Jogvédett   | igen – számos ingyenes kiegészítővel |
| StarOffice from Google Pack  | Sun Microsystems            | 1995                             | StarWriter                                        | 8.0 – Update 10                                                           | platformfüggetlen                                  | Nem | Igen                                                                                   | Jogvédett   | igen – számos ingyenes kiegészítővel |
| ThinkFree Office             | Haansun                     | 1994                             | –                                                 | 3.5                                                                       | platformfüggetlen                                  | Igen | Nem                                                                                    | Jogvédett   | Teljesen online                      |
| ZCubes                       | ZCubes Inc.                 | 2006                             | –                                                 | 2007                                                                      | platformfüggetlen                                  | Nem | Igen                                                                                   | Jogvédett   | Teljesen online                      |
| Zoho Office Suite            | AdventNet                   | ?                                | –                                                 | Legutóbbi stabil változat                                                 | platformfüggetlen                                  | (Támogatja az OOXML word fájlokat)                                                                                 | Igen                                                                                   | Jogvédett   | Teljesen online                      |
|                              | Fejlesztő                   | Első megjelenés                  | Elődje                                            | Legutóbbi stabil változat                                                 | Operációs rendszer                                 | Office Open XML támogatása                                                                                         | OpenDocument támogatása                                                                | Licenc      | Online Capability                    |

### Operációs rendszerek támogatása
Fontos, hogy az adott operációs rendszeren emuláció nélkül fusson az adott alkalmazáscsomag. az alábbi alkalmazáscsomag/OS felosztásban 5-féle besorolás van:
- A nem azt jelenti, hogy az adott rendszeren nem létezik a csomag, vagy soha nem jelent meg.
- A részlegesen azt jelenti, hogy működik a program, de bizonyos fontos funkciók nem működnek rajta (a többi rendszeren való tudással összehasonlítva); ettől független fejlesztés alatt áll még
- A béta megjelölést azok kapják, amik teljes mértékben működnek, megjelentek, ámde fejlesztés alatt állnak még (például a stabilitást javítják)
- Az igen azt jelenti, hogy megjelent, teljes mértékben működik, és stabil verzió
- A leállt azt jelenti, hogy bár a csomag működik, de új verziók már nem jelennek meg az adott rendszerre; a táblázatban fel van tüntetve az utolsó megjelent verzió száma, mely hivatalosan még megjelent az adott rendszerre

 megjegyzés Az alábbi táblázat nem teljes körű, csupán a legelterjedtebb operációs rendszereket mutatja be.
| Irodai alkalmazáscsomag      | Windows                       | Mac OS X                              | Linux                  | BSD                    | Unix                   |
| ---------------------------- | ----------------------------- | ------------------------------------- | ---------------------- | ---------------------- | ---------------------- |
| Ability Office               | Igen; Windows 98 vagy későbbi | Nem                                   | Nem                    | Nem                    | Nem                    |
| AppleWorks                   | Igen                          | Megszűnt (6.2.9)                      | Nem                    | Nem                    | Nem                    |
| Celframe Office              | Igen; Windows 98 vagy későbbi | Igen with plugins                     | Nem                    | Nem                    | Nem                    |
| GNOME Office                 | Részlegesen                   | Részlegesen                           | Igen                   | Igen                   | Igen                   |
| Gobe Productive              | Igen; Windows 98 vagy későbbi | 1Q '08                                | 1Q '08                 | Nem                    | Nem                    |
| Google Apps                  | Igen (teljesen online)        | Igen (teljesen online)                | Igen (teljesen online) | Igen (teljesen online) | Igen (teljesen online) |
| iWork                        | Nem                           | Igen                                  | Nem                    | Nem                    | Nem                    |
| Kingsoft Office (WPS Office) | Igen                          | Nem                                   | néhány verzió          | Nem                    | Nem                    |
| KOffice                      | Részlegesen                   | Részlegesen                           | Igen                   | Igen                   | Igen                   |
| Lotus SmartSuite             | Igen                          | ?                                     | ?                      | ?                      | ?                      |
| Lotus Symphony               | Igen                          | Igen (Lotus Jazz)                     | Igen                   | ?                      | ?                      |
| MarinerPak                   | Nem                           | Igen                                  | Nem                    | Nem                    | Nem                    |
| Microsoft Office             | Igen                          | Igen                                  | Nem                    | Nem                    | Nem                    |
| Microsoft Works              | Igen                          | Megszűnt (4.0; csak Classic változat) | Nem                    | Nem                    | Nem                    |
| NeoOffice                    | Nem                           | Igen; Mac OS X v10.3 és afelett       | Nem                    | Nem                    | Nem                    |
| OpenGoo                      | Igen (teljesen online)        | Igen (teljesen online)                | Igen (teljesen online) | Igen (teljesen online) | Igen (teljesen online) |
| OpenOffice.org               | Igen                          | Igen                                  | Igen                   | Igen                   | Igen                   |
| ShareOffice                  | Igen (teljesen online)        | Igen (teljesen online)                | Igen (teljesen online) | Igen (teljesen online) | Igen (teljesen online) |
| SoftMaker Office             | Igen                          | Nem                                   | Igen                   | Igen                   | Nem                    |
| StarOffice                   | Igen                          | Igen (Intel only)                     | Igen                   | Nem                    | Igen                   |
| ThinkFree Office             | Igen (teljesen online)        | Igen (teljesen online)                | Igen (teljesen online) | Igen (teljesen online) | Igen (teljesen online) |
| WordPerfect Office           | Igen; 98, Me, 2000, XP, Vista | Nem                                   | Nem                    | Nem                    | Nem                    |
| ZCubes                       | Igen (teljesen online)        | Igen (teljesen online)                | Igen (teljesen online) | Igen (teljesen online) | Igen (teljesen online) |
| Zoho                         | Igen (teljesen online)        | Igen (teljesen online)                | Igen (teljesen online) | Igen (teljesen online) | Igen (teljesen online) |
| Irodai alkalmazáscsomag      | Windows                       | Mac OS X                              | Linux                  | BSD                    | Unix                   |

### Fő komponensek és szolgáltatások
|                              | Szövegszerkesztő               | Táblázatkezelő              | Bemutatókészítő                    | E-mail                                 | Feljegyzések        | Folyamatábra                      | Grafika: raszter/vektor          | Képnézegető                      | Képletszerkesztő               | Adatbázis                | Projektkezelő     | Kiadványszerkesztés | Webszerkesztő                                 | Csoportmunka                               | PDF export                  |
| ---------------------------- | ------------------------------ | --------------------------- | ---------------------------------- | -------------------------------------- | ------------------- | --------------------------------- | -------------------------------- | -------------------------------- | ------------------------------ | ------------------------ | ----------------- | ------------------- | --------------------------------------------- | ------------------------------------------ | --------------------------- |
| Ability Office               | Ability Write                  | Ability Spreadsheet         | Ability Presentation               | Nem                                    | Nem                 | Ability Draw                      | Ability Photopaint/ Ability Draw | Ability Photoalbum               | Nem                            | Ability Database         | Nem               | Nem                 | Nem                                           | Nem                                        | Igen                        |
| AppleWorks                   | Igen                           | Igen                        | Igen                               | Nem                                    | Nem                 | Nem                               | Igen                             | Nem                              | Igen                           | Igen                     | Nem               | Nem                 | Nem                                           | Nem                                        | Igen                        |
| Celframe Office              | Celframe Write                 | Celframe Spreadsheet        | Celframe PowerPresentation         | Celframe Mail                          | Celframe Note Taker | Celframe Draw                     | Celframe Studio                  | Celframe Photo Album             | Celframe Spreadsheet beépített | Celframe DataAccess      | Celframe Project  | Celframe Publisher  | Celframe Publishing, Celframe Write beépített | Google Docs bővítmény minden alkalmazásban | Adobe Distiller funkciókkal |
| GNOME Office                 | Abiword                        | Gnumeric                    | Nem                                | Evolution                              | Nem                 | Dia                               | GIMP/Inkscape                    | F-Spot                           | Beépítve az Abiwordbe          | GNOME-DB                 | Planner           | Nem                 | Nem                                           | Nem                                        | Nem                         |
| GobeProductive               | Igen                           | Igen                        | Igen                               | Nem                                    | Nem                 | Igen                              | Igen                             | Nem                              | Igen                           | Igen                     | Igen              | Igen                | Igen                                          | Nem                                        | Nem                         |
| Google Apps                  | Google Docs                    | Google Docs                 | Google Docs                        | Gmail                                  | Google Notebook     | Nem                               | Nem                              | Picasa, Picasaweb                | Nem                            | Nem                      | Nem               | Nem                 | Google Page Creator                           | Igen                                       | Igen                        |
| iWork                        | Pages                          | Numbers                     | Keynote                            | Mail                                   | Stickies            | Nem                               | Nem                              | iPhoto and Preview               | Nem                            | Bento                    | Nem               | Pages               | iWeb                                          | iWork.com                                  | Igen                        |
| Kingsoft Office (WPS Office) | Kingsoft Writer                | Kingsoft Spreadsheets       | Kingsoft Presentation              | Nem                                    | Nem                 | Nem                               | Nem                              | Nem                              | Equation Editor                | Nem                      | Nem               | Nem                 | Nem                                           | Nem                                        | Igen                        |
| KOffice                      | Kword                          | KSpread                     | KPresenter                         | Kontact                                | BasKet              | Kivio, Kugar, Umbrello and KChart | Krita/Karbon14                   | Digikam                          | KFormula                       | Kexi                     | KPlato            | Kword               | Quanta+                                       | Nem                                        | [ 14 ]                      |
| Lotus SmartSuite             | Lotus Word Pro                 | Lotus 1-2-3                 | Lotus Freelance Graphics           | Nem                                    | Nem                 | Lotus Freelance Graphics          | Nem                              | Nem                              | beépített                      | Lotus Approach           | Lotus Organizer   | Nem                 | Lotus FastSite                                | Igen                                       | Nem                         |
| Lotus Symphony               | Igen                           | Igen                        | Igen                               | Nem                                    | Nem                 | Nem                               | Nem                              | Nem                              | Nem                            | Nem                      | Nem               | Nem                 | Nem                                           | Nem                                        | Igen                        |
| MarinerPak                   | Mariner Write                  | Mariner Calc                | Nem                                | Nem                                    | Nem                 | Nem                               | Nem                              | Nem                              | Nem                            | Nem                      | Nem               | Nem                 | Nem                                           | Nem                                        | Nem                         |
| Microsoft Office             | Microsoft Word                 | Microsoft Excel             | Microsoft PowerPoint               | Microsoft Outlook, Microsoft Entourage | Microsoft OneNote   | Microsoft Visio                   | Microsoft Visio                  | Microsoft Office Picture Manager | Equation Editor                | Microsoft Access         | Microsoft Project | Microsoft Publisher | Microsoft SharePoint Designer                 | Microsoft Groove                           | [ 16 ]                      |
| Microsoft Works              | Microsoft Works Word Processor | Microsoft Works Spreadsheet | Microsoft Office PowerPoint Viewer | Nem                                    | Nem                 | Nem                               | Nem                              | Nem                              | Nem                            | Microsoft Works Database | Nem               | Nem                 | Nem                                           | Nem                                        | ?                           |
| NeoOffice                    | NeoOffice Writer               | NeoOffice Calc              | NeoOffice Impress                  | Nem                                    | Nem                 | NeoOffice Draw                    | NeoOffice Draw                   | Nem                              | NeoOffice Math                 | NeoOffice Base           | Nem               | NeoOffice Draw      | NeoOffice Writer                              | Nem                                        | Igen                        |
| OpenGoo                      | Igen                           | Nem                         | Igen                               | beta                                   | Igen                | Nem                               | Nem                              | Igen                             | Nem                            | Nem                      | Igen              | Nem                 | Nem                                           | Igen                                       | Nem                         |
| OpenOffice.org               | OpenOffice.org Writer          | OpenOffice.org Calc         | OpenOffice.org Impress             | Nem                                    | Nem                 | OpenOffice.org Draw               | OpenOffice.org Draw              | Nem                              | OpenOffice.org Math            | OpenOffice.org Base      | Nem               | OpenOffice.org Draw | OpenOffice.org Writer                         | Nem                                        | Igen                        |
| ShareOffice                  | iNetOffice                     | EditGrid                    | Preezo                             | Nem                                    | Nem                 | Nem                               | Nem                              | Nem                              | Nem                            | Nem                      | Nem               | Nem                 | Nem                                           | Igen                                       | Nem                         |
| SoftMaker Office             | Textmaker                      | PlanMaker                   | Presentations                      | Nem                                    | Nem                 | Nem                               | [ 18 ]                           | Nem                              | DataMaker                      | DataMaker                | Nem               | Nem                 | Nem                                           | Nem                                        | Nem                         |
| StarOffice                   | StarWriter                     | StarCalc                    | StarImpress                        | Nem                                    | Nem                 | StarDraw                          | StarDraw                         | Nem                              | StarMath                       | StarBase                 | Nem               | StarDraw            | StarWriter                                    | Nem                                        | Igen                        |
| WordPerfect Office           | WordPerfect                    | Quattro Pro                 | Corel Presentations                | WordPerfect MAIL                       | Nem                 | Corel Presentations               | Nem                              | Nem                              | Equation Editor                | Paradox                  | Igen              | Nem                 | Nem                                           | Nem                                        | Igen                        |
| ZCubes                       | ZText Editor                   | Calci                       | Igen                               | Nem                                    | Nem                 | ZCharts                           | VML/SVG Editor                   | Igen                             | Nem                            | ZPlatform                | Igen              | Nem                 | Igen                                          | Igen                                       | Nem                         |
|                              | Szövegszerkesztő               | Táblázatkezelő              | Bemutatókészítő                    | E-mail                                 | Feljegyzések        | Folyamatábra                      | Grafika: raszter/vektor          | Képnézegető                      | Képletszerkesztő               | Adatbázis                | Projektkezelő     | Kiadványszerkesztés | Webszerkesztő                                 | Csoportmunka                               | PDF export                  |

## Unicode támogatás
Nem minden alkalmazáscsomag támogatja a Unicode-ot. Némelyiknek korlátozott támogatása van, vagy van amelyik a saját kódolási rendszerét használja, mint például a Corel WordPerfect Office (a felhasználók heves kritikái ellenére).

## Régi alkalmazáscsomagok
- AppleWorks (korábbi nevén "ClarisWorks") – egy korai Mac irodai alkalmazáscsomag. Beleolvadt az AppleWorks és GoBe Productive-ba. Amikor az eredeti fejlesztőcsapat feloszlott, a ClarisWorks AppleWorks néven folytatta a munkát, mivel az Apple megvette a programot. A GoBeProductive-ot pedig újraírták, számos ötletet átvéve az eredetiből. Az Apple abbahagyta a fejlesztését, miután kiadta az iWork 08-at 2007 augusztusában.[19]
- IBM Works – egy irodai alkalmazáscsomag volt az IBM OS/2 operációs rendszerre. Tartalmazott szövegszerkesztőt, táblázatkezelőt, adatbázis-kezelőt és személyi adatkezelőt (PIM).
- Island Office – az 1990-es években számos Unix platformra elérhető volt. Tartalmazta az Island Write, Draw, Paint, Presents, Calc, Chart, Table and Equation komponenseket. Az Island Draw akkoriban rendkívül hatékony PostScript-szerkesztőnek számított. A fejlesztő cég az Island Software volt.
- Lotus Symphony – A népszerű Lotus 1-2-3 készítői – látva a népszerű irodai alkalmazáscsomagokat – úgy gondolták, hogy belépnek a piacra egy Windowsra készült csomaggal. (2007-ben az IBM ezzel a névvel egy OpenOffice alapú csomagot dobott a piacra.)
- Lotus Jazz – A Lotus Symphony Maces testvére.
- LotusWorks – DOS-ra és Windowsra készült csomag, mely tartalmaz szövegszerkesztőt, táblázatkezelőt, adatbázis-kezelőt, grafikai eszközöket, és egy telekommunikációs (modem terminál) modulokat.
- Open Access – A Software Products International (SPI) szoftvere.
- Q&A (software) – Tartalmazott egy adatbázis-kezelő rendszert, , "intelligens asszisztenst", és egy integrált szövegszerkesztőt.
- WindowWorks – A LotusWorks utódja.
- Xoom Office – A WordStar készítőinek régebbi programja.